# Лиственка (Вологодская область)
Лиственка — деревня в Бабушкинском районе Вологодской области.
Входит в состав Рослятинского сельского поселения, с точки зрения административно-территориального деления — в Рослятинский сельсовет.
Расстояние по автодороге до районного центра села имени Бабушкина составляет 75 км, до центра муниципального образования Рослятино — 3 км. Ближайшие населённые пункты — Рослятино, Полюдово, Попово.
Население по данным переписи 2002 года — 15 человек.